# Okres Ilava
Der Okres Ilava ist ein Verwaltungsgebiet im Nordwesten der Slowakei mit 61.422 Einwohnern (2004) und einer Fläche von 359 km².
Der Bezirk liegt im Waagtal in den nördlichen Teilen des Trenčiansky kraj und wird im Norden von den Weißen Karpaten und im Süden von den Strážovské vrchy umschlossen. Im Norden grenzt er an den Bezirk Púchov, im Osten auf kurzen Stücken an die Bezirke Považská Bystrica und Žilina (im Žilinský kraj), im Südosten an den Bezirk Prievidza, im Süden und Westen an den Bezirk Trenčín und im Norden an Tschechien.
Historisch gesehen liegt er im ehemaligen Komitat Trentschin (siehe auch Liste der historischen Komitate Ungarns).

## Bevölkerung
| Jahr                | 1994   | 2004    | 2014    | 2024    |
| ------------------- | ------ | ------- | ------- | ------- |
| Anzahl der Personen | 62.205 | 61.422  | 60.194  | 56.647  |
| Unterschied         |        | −1,25 % | −1,99 % | −5,89 % |

| Jahr                | 2023   | 2024    |
| ------------------- | ------ | ------- |
| Anzahl der Personen | 56.920 | 56.647  |
| Unterschied         |        | −0,47 % |

## Städte
- Dubnica nad Váhom (Dubnitz an der Waag)
- Ilava (Illau)
- Nová Dubnica

## Gemeinden
| - Bohunice - Bolešov - Borčice - Červený Kameň (Rotenstein) - Dulov - Horná Poruba (Oberporub) | - Kameničany - Košeca - Košecké Podhradie - Krivoklát - Ladce - Mikušovce | - Pruské (Pruskau) - Sedmerovec - Slavnica - Tuchyňa - Vršatské Podhradie (Löwenstein) - Zliechov (Glashütte) |

Das Bezirksamt ist in Trenčín, Zweigstellen existieren in Ilava und Dubnica nad Váhom.

## Kultur
In dem Artikel Denkmalgeschützte Objekte im Okres Ilava findet man Informationen über die vom slowakischen Denkmalamt geschützten Objekte im Okres.